# Ороме
Ороме (на английски: Orome) е герой от фантастичния свят на писателя Джон Роналд Руел Толкин.
Ороме е един от валарите, а също и един от аратарите (осемте най-могъщи валари). Ороме е брат на Неса и съпруг на Вана. Ороме многократно участва в борбата срещу Моргот.
Ороме е известен като ловец сред валарите. През Годините на дърветата, когато повечето от валарите са напуснали Средната земя и са се усамотили във Валинор на континента Аман, Ороме все още ловува в горите на Средната земя. Ороме пръв среща елфите, след като са се пробудили в Куивиенен и той първи ги нарича елдари.